# Robin Johannsen
Robin Johannsen (* in Philadelphia) ist eine US-amerikanische Opernsängerin (Sopran).

## Leben
Robin Johannsen studierte Gesang an der Carnegie Mellon University (B.A.) und an der University of Cincinnati (M.A.) Sie gewann 2002 ein Stipendium der American Berlin Opera Foundation für die Deutsche Oper Berlin, wo sie in der folgenden Spielzeit ein festes Ensemblemitglied wurde und ihr die Rolle der „Susanna“ in Die Hochzeit des Figaro aufgetragen wurde. Christian Thielemann lud sie als „Ein junger Hirt“ im Tannhäuser zu den Bayreuther Festspielen ein, wo sie in den nächsten fünf Spielzeiten auch den „Waldvogel“ im Siegfried – aus der Höhe der oberen Bühnenscheinwerfer – sang.
Von 2005 bis 2007 hatte Johannsen ein Engagement an der Oper Leipzig für führende Sopranrollen der klassischen Opernliteratur wie „Pamina“, „Gretel“, „Susanna“,
„Marzelline“, „Blonde“ sowie die „Valencienne“ in einer Neuproduktion der Lustigen Witwe. Mit dem Bach Consort Wien sang sie Händel-Kantaten im Wiener Musikverein.
Seit der Spielzeit 2007/2008 ist Johannsen freischaffende Künstlerin. In den Folgejahren verlegte sie den Schwerpunkt ihrer Tätigkeit auf die Barockmusik.

## Aufnahmen (Auswahl)
- Francesco Cavalli  Il Giasone unter Federico Maria Sardelli (Dynamic)[1]
- Händel – Caldara: Carmelite Vespers 1709 unter Alessandro de Marchi (Deutsche Harmonia Mundi)
- Sven-David Sandström: Messiah unter Helmuth Rilling (Carus-Verlag)
- Alessandro Scarlatti: Davidis pugna et victoria (Oratorium) mit Academia Montis Regalis unter Alessandro De Marchi (Hyperion)